# Arnold Rohlfs
Arnold Rohlfs (* 11 april 1808 te Esens; † 20 oktober 1882) was een orgelbouwer uit de Duitse plaats Esens, die in Oost-Friesland werkzaam was. Belangrijk is zijn bewaard gebleven orgel in de Magnuskerk te Esens. Dit is het grootste 19e-eeuwse orgel van Oost-Friesland en telt 30 registers.

## Leven en werk
Arnold Rohlfs was de zoon van de orgelbouwer Johann Gottfried Rohlfs, van wie hij het beroep leerde en wiens firma hij in 1840 overnam. Samen met de zoon van zijn vroeg overleden broer, Friedrich (Frerk) (* 26 juni 1829, † 17 maart 1891), voerde hij vanaf het einde van de jaren 1860 een firma onder de naam "Gebr. Rohlfs". Net als zijn vader Johann Gottfried Rohlfs stond Arnold Rohlfs in de barokke orgeltraditie. Tot 1860 bouwde hij orgels in traditionele stijl, die echter ook kenmerken van de romantiek hebben. Vanaf 1860 ontwikkelde Arnold Rohlfs een eigen stijl, waarbij hij instrumenten zonder aliquotregisters en mixturen concipieerde.
Rohlfs bouwde vooral kleine dorpsorgels met één manuaal en aangehangen pedaal. Zijn grootste instrument werd het orgel van de Magnuskerk in Esens. Van de 18 nieuwe orgels bleven er 14 grotendeels  bewaard. Daarnaast heeft de orgelbouwer talrijke reparaties en kleinere verbouwingen van bestaande orgels uitgevoerd.

## Werken
Hieronder volgt een lijst met orgels die door Rohlfs werden gebouwd. De grootte van de instrumenten wordt in de vijfde kolom door het aantal manualen en in de zes kolom door het aantal klinkende registers aangegeven. Een grote "P" staat voor een zelfstandig pedaal, een kleine "p" voor een aangehangen pedaal. De cursivering geeft aan dat het betreffende orgel niet meer bestaat of waarvan slechts de orgelkas behouden bleef.
| Jaar      | Plaats              | Kerk                       | Afbeelding | Manualen | Registers | Opmerkingen |
| --------- | ------------------- | -------------------------- | ---------- | -------- | --------- | --- |
| 1840–1842 | Westerholt          | Kerk van Westerholt        |            | I/p      | 8         | Grotendeels bewaard gebleven. |
| 1842      | Norderney           | Protestantse kerk          |            | I/p      | 6         | Na afbraak van de oude kerk werd het orgel overgebracht naar de in 1970 afgebroken Herrnhuter Kapel in Norden, waar het tot de sloop van die kerk dienstdeed. |
| 1842–1845 | Siegelsum           | Kerk van Siegelsum         |            | I/p      | 6         | Grotendeels bewaard gebleven. |
| 1844–1847 | Ardorf              | Kerk van Ardorf            |            | I/p      | 10        | Grotendeels bewaard gebleven. |
| 1847–1849 | Stedesdorf          | Sint-Egidiuskerk           |            | I/p      | 9         | Nieuwbouw, waarin vier registers van het voorgangerorgel van Valentin Ulrich Grotian (1696) werden geïntegreerd.                                              |
| 1851      | Bingum              | Mattheuskerk               |            | I/P      | 15        | Verloren gegaan. |
| 1855      | Thunum              | Mariakerk                  |            | I/p      | 6         | 3–4 registers bewaard gebleven. |
| 1848–1860 | Esens               | Sint-Magnuskerk            |            | II/P     | 30        | Grootste orgel van Rohlfs, nagenoeg geheel bewaard gebleven.                                                                                                  |
| 1859–1860 | Westerbur           | Kerk van Westerbur         | zentriert  | I/p      | 7         | Grotendeels bewaard gebleven |
| 1863      | Leerhafe            | Cecilia- en Margarethakerk |            | II/P     | 13        | Hoofdwerk, front en pijpen in vier registers bewaard gebleven.                                                                                                |
| 1864–1865 | Holtgaste           | Sint-Liudgerkerk           |            | I/p      | 7         | Geheel bewaard gebleven. |
| 1860–1866 | Fulkum              | Maria Magdalenakerk        |            | I/p      | 6         | Pijpwerk deels bewaard. |
| 1864–1867 | Grimersum           | Kerk van Grimersum         |            | I/P      | 11        | Verloren gegaan |
| 1867–1868 | Loppersum           | Kerk van Loppersum         |            | I/P      | 13        | Grotendeels bewaard gebleven. |
| 1867–1869 | Rorichum            | Sint-Nicolaaskerk          |            | I/p      | 7         | Grotendeels bewaard gebleven |
| 1869      | Bedekaspel          | Kerk van Bedekaspel        |            | I/p      | 6         | Uit kostenoverwegingen uit bestaande voorraden in ruwe opzet samengesteld, 5 registers bewaard gebleven.                                                      |
| 1869      | Forlitz-Blaukirchen | Lutherse kerk              |            | I/p      | 6         | Grotendeels bewaard gebleven. |
| 1870      | Oldendorp           | Kerk van Oldendorp         |            | I/p      | 7         | Grotendeels bewaard gebleven. |
| 1876–1878 | Kirchborgum         | Kerk van Kirchborgum       |            | I/P      | 8         | Grotendeels bewaard gebleven. |
| 1877–1879 | Cirkwehrum          | Kerk van Cirkwehrum        |            | II/p     | 8         | Grotendeels bewaard gebleven. |